# Dorothy Stickney
Dorothy Stickney, née à Dickinson, Dakota du Nord, le 21 juin 1896, et morte à New York le 2 juin 1998, est une actrice américaine.

## Filmographie partielle
- 1934 : Rythmes d'amour (Murder at the Vanities) de Mitchell Leisen : Norma Watson
- 1934 : Le Petit Ministre (The Little Minister) de Richard Wallace : Jean Proctor
- 1936 : Deux Enfants terribles (And So They Were Married) de Elliott Nugent : Miss Peabody
- 1936 : Le Diable au corps (The Moon's Our Home) de William A. Seiter : Hilda
- 1938 : J'ai retrouvé mes amours (I Met My Love Again) de Joshua Logan et Arthur Ripley : Mrs. Emily Towner
- 1939 : What a Life de Theodore Reed : Miss Wheeler
- 1944 : La Falaise mystérieuse (The Uninvited) de Lewis Allen : Miss Bird
- 1948 : La Chasse aux millions (Miss Tatlock’s Millions) : Emily Tatlock
- 1954 : Le Vol du diamant bleu (The Great Diamond Robbery) de Robert Z. Leonard : Emily Drumman
- 1956 : Le Repas de noces (The Catered Affair) de Richard Brooks : Mme Rafferty
- 1959 : The Remarkable Mr. Pennypacker de Henry Levin : Tante Jane Pennypacker
- 1970 : Je n'ai jamais chanté pour mon père (I Never Sang for My Father) de Gilbert Cates : Margaret Garrison